# WLIW
WLIW é uma emissora de televisão estadunidense licenciada Garden City, no estado de Nova York, com sede na cidade de Nova York. Opera no canal 21 (32 UHF digital), e é a emissora membra secundária da PBS para o mercado de Nova York. Pertence a WNET.org (antigamente conhecida como Educational Broadcasting Corporation), que também é proprietária das emissoras irmãs WNET, de Newark, Nova Jersey, e 2 emissoras de classe A que compartilham frequência digital com a WNET: A WMBQ-CD (canal 46) e a WNDT-CD (canal 14). Por meio de um contrato de terceirização, a WNET também controla a rede estadual membra da PBS de Nova Jersey, NJ PBS, e o site NJ Spotlight News. A WLIW e a WNET compartilham estúdios no One Worldwide Plaza, em Midtown Manhattan, com um estúdio auxiliar no complexo do Lincoln Center, no Upper West Side de Manhattan, e sua torre de transmissão está localizada no One World Trade Center.

## História
Originalmente administrada pelo Long Island Educational Television Council, a emissora entrou no ar em 14 de janeiro de 1969, servindo o condado de Nassau e no oeste de Suffolk. No início dos anos 80, o sinal da emissora era distribuido em quase todos os sistemas de cabo na área metropolitana de Nova York, saindo dos sistemas em 1987.
Após os ataques terroristas que destruiram equipamentos de transmissão de várias emissoras de rádio e televisão de Nova York que estavam localizados no topo do World Trade Center em 11 de setembro de 2001, a WNBC, cujas instalações também haviam sido destruidas, fez um acordo com a WLIW para transmitir sua programação durante o período em que a emissora estivesse repondo os equipamentos para voltar a operar normalmente.
Em fevereiro de 2003, o Long Island Educational Television Council fundiu-se com a Educational Broadcasting Corporation (o atual WNET Group), após a proposta de fusão da EBC ter sido aceita pela direção da WLIW em 31 de julho de 2001, combinando as operações da WLIW com as da WNET. O Long Island Educational Television Council foi mantido como conselho administrativo e braço de arrecadação de fundos do WLIW.
A WLIW se promove como uma emissora mais local do que a WNET. Durante a maior parte do final dos anos 90 e início dos anos 2000, a emissora se autodenominou "New York Public Television". A emissora é uma grande produtora de programação nacional da PBS e da American Public Television por direito próprio, bem como a WNET. Entre seus programas mais proeminentes estão a inovadora série Visions e muitos especiais musicais apresentando notáveis artistas americanos como Frank Sinatra, Billy Joel, Neil Sedaka, Ricky Nelson e estrelas internacionais como Helmut Lotti e Sarah Brightman. Os apresentadores desses especiais produzidos para a PBS incluem Laura Savini, Terrel Cass, Mark Simone, David Rubinson e Lisa Jandovitz.

## Sinal digital
| PSIP | Canal digital | Resolução de vídeo | Programação                         |
| ---- | ------------- | ------------------ | ----------------------------------- |
| 21.1 | 32 UHF        | 1080i              | Programação principal da WLIW / PBS |
| 21.2 | 32 UHF        | 480i               | Create                              |
| 21.3 | 32 UHF        | 480i               | World                               |
| 21.4 | 32 UHF        | 1080i              | All Arts                            |

### Transição para o sinal digital
Com base no decreto federal de transição das emissoras de TV estadunidenses do sinal analógico para o digital, a WLIW descontinuou a programação regular em seu sinal analógico, no canal 21 UHF, às 12h30 de 12 de junho de 2009. O sinal digital da emisssora mudou de seu canal 22 UHF digital para o canal 21 UHF, onde ficou até 2019, quando trocou para o canal 32 UHF digital.

## Programação
Além de transmitir a programação nacional da PBS e os produzidos pela WNET, a WLIW produz ou exibe os seguintes programas locais:
- Treasures of New York: História;
- WLIW Arts Beat: Variedades, com Diane Masciale;

Diversos outros programas compuseram a grade da emissora, e foram descontinuados:
- Author Imprint
- Eat! Drink! Italy! with Vic Rallo
- Kevin Dundon's Modern Irish Food
- Long Island Business Report
- Long Island Screening Room
- New York on the Clock